# Älpliseehorn
Älpliseehorn är en bergstopp i Schweiz. Den ligger i regionen Albula och kantonen Graubünden, i den östra delen av landet. Toppen på Älpliseehorn är 2 725 meter över havet.
Den högsta punkten i närheten är Erzhorn, 2 924 meter över havet, 1,4 km väster om Älpliseehorn.
I omgivningarna runt Älpliseehorn finns i huvudsak kala bergstoppar.